# Josef Čihák (monsignore)
Josef Čihák (11. září 1880, Obděnice – 18. února 1960, Leopoldov) byl český římskokatolický kněz, kanovník Metropolitní kapituly u sv. Víta v Praze, apoštolský protonotář a vězeň komunistického režimu.

## Život

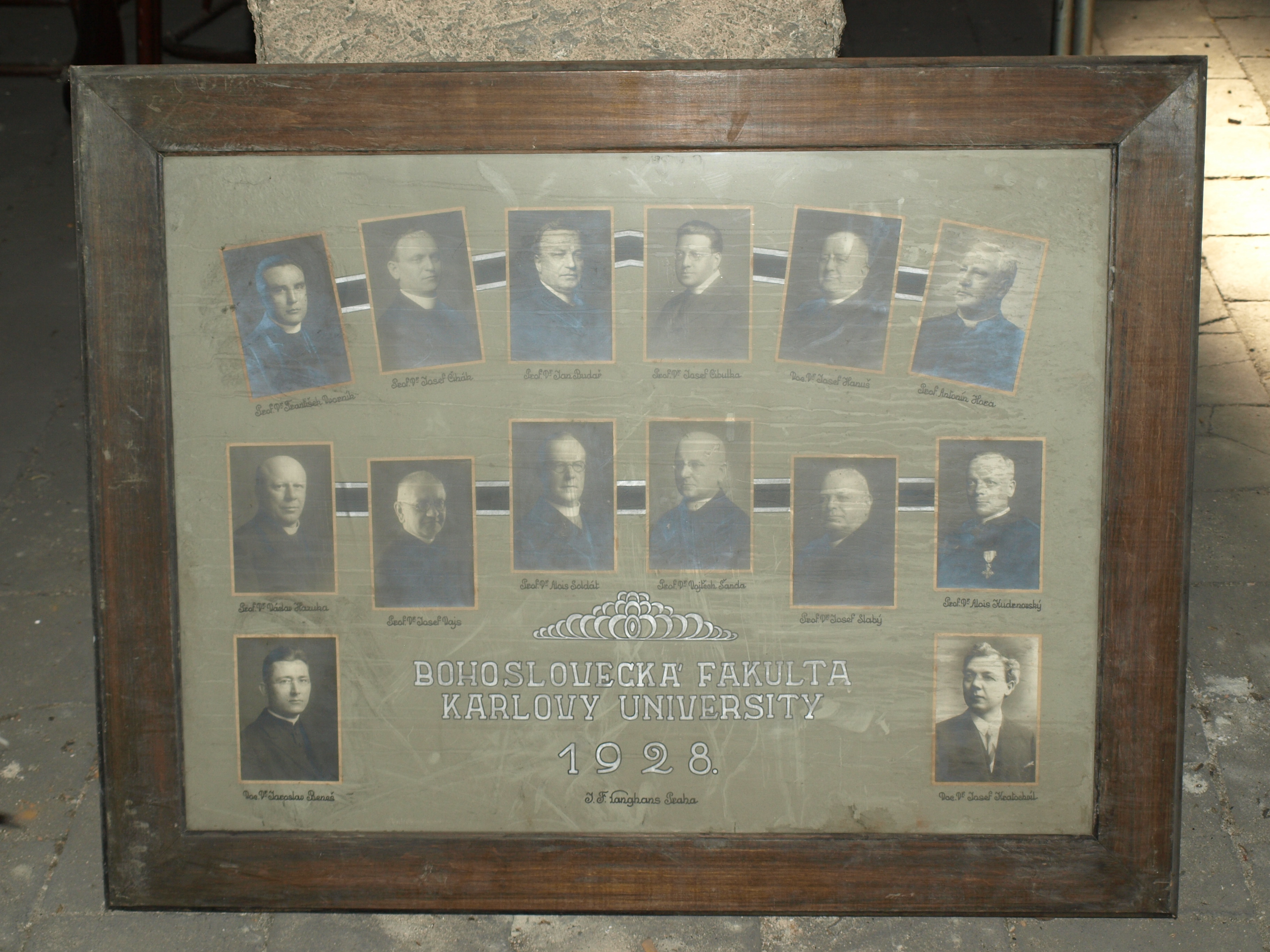
Prof. Dr. Josef Čihák na tablu vyučujících bohoslovecké fakulty Karlovy univerzity v roce 1928. Jeho univerzitními kolegy byli: František Dvorník, Jan Budař, Josef Cibulka, Josef Hanuš, Antonín Hora, Václav Hazuka, Josef Vajs, Alois Soldát, Vojtěch Šanda, Josef Slabý, Alois Kudrnovský, Jaroslav Beneš a Josef Kratochvil

Pocházel z rolnické rodiny, po dokončení obecné školy ve svém rodišti pokračoval ve vzdělávání na reálném gymnáziu v Příbrami. V letech 1902 až 1907 studoval filosofii a teologii na Papežské koleji Nepomucenum v Římě, kde také 30. března 1907 přijal kněžské svěcení. Jako kaplan působil nejprve v pražské farnosti u kostel Matky Boží před Týnem a od roku 1911 u sv. Havla. V roce 1917 se stal profesorem náboženství na gymnáziu v Resslově ulici v Praze. Po vzniku Československa byl členem Jednoty katolického duchovenstva.
Od roku 1921 působil jako docent pastorální teologie na Katolické teologické fakultě Univerzity Karlovy v Praze a roku 1927 byl jmenován jejím mimořádným profesorem. V roce 1928 byl zvolen kanovníkem pražské metropolitní kapituly. Redigoval čtvrtletně vycházející Věstník Společnosti sv. Cyrila a Metoděje a měsíčník Zasvěcení. Dne 28. června 1931 posvětil základní kámen kostela Nejsvětějšího Srdce Ježíšova v Kročehlavech (později část města Kladna).
V rámci pronásledování katolické církve v Československu po únoru 1948 byl 18. července 1950 zatčen a na základě vykonstruovaných obvinění byl v procesu Zela a spol. odsouzen za velezradu a vyzvědačství k desetiletému trest odnětí svobody a vedlejším trestům; hlavní líčení s Čihákem a dalšími osmi vysokými církevními představiteli se konalo od 27. listopadu do 2. prosince 1950. Zbytek života strávil ve věznicích na Pankráci, ve Valdicích a nakonec v Leopoldově, kde také ve vězeňské nemocnici po dlouhé nemoci zemřel.

## Dílo
- Theosofická společnost a její učení, Václav Kotrba, Praha 1914
- Buddhismus a křesťanství, vlastním nákladem, Praha 1914
- Co je po smrti?, 1916
- Lichva na soudu dějin a mravního zákona, Českoslovanská akciová tiskárna, Praha 1917
- Psychologie moderní pochybovačnosti náboženské, vlastním nákladem, Praha 1917
- Jozinka, naše vzorná sodálka a Targicka, vlastním nákladem, Praha 1924
- Theologus čili Studium katolické theologie – díl I, Organisace katolického studia bohosloveckého, vlastním nákladem, Praha 1927